# Calathea retroflexa
Calathea retroflexa är en strimbladsväxtart som beskrevs av J.D.Kenn. Calathea retroflexa ingår i släktet Calathea och familjen strimbladsväxter. Inga underarter finns listade.